# 제1기갑군
제1기갑군(독일어: 1. Panzerarmee)은 클라이스트 기갑집단으로 시작된 나치 독일의 기갑군으로 유럽 서부 지역과 동부 전선에서 연합군 및 소련군과 싸웠다. 제2차 세계대전 유럽 전선의 종전일인 1945년 5월 8일에 항복했다.

## 연혁
- 1940년 11월 16일, 편성 (초대 사령관의 이름을 따서 '클라이스트 기갑집단(Panzergruppe Von Kleist)'으로 명명)[1]
- 1941년 4월, 제2군에 소속되어 유고슬라비아 공격 작전에 참가

1941년 5월, 제1기갑집단(Panzergruppe 1)으로 개칭
1941년 6월, 남부집단군에 소속되어 소련을 침공하는 바르바로사 작전에 참여
- 1942년 1월, 청색 작전의 일환으로 '클라이스트 군집단(Armeegruppe Kleist)'에 소속되어 2차 하리코프 전투에 참여
- 1943년 1월, 겨울 폭풍 작전의 일환으로 돈 집단군(Heeresgruppe Don)에 소속됨

1943년 3월, 3차 하리코프 전투에 참여
- 1945년 5월 8일, 부대 해산 (항복)

## 사령관
- 초대, 파울 루트비히 에발트 폰 클라이스트 상급대장 : 1941년 10월 5일 ~ 1942년 11월 21일
- 2대, 에베르하르트 혼 마켄센 상급대장 : 1942년 11월 21일 ~ 1943년 10월 29일
- 3대, 한스팔렌틴 후베 상급대장 : 1943년 10월 29일 ~ 1944년 4월 21일 (전사)

직무대리 쿠르트 폰 데어 쉬발레리(Kurt von der Chevallerie) 보병대장 : 1944년 4월 21일 ~ 1944년 5월 18일
- 4대, 에른하르트 라우스 상급대장 : 1944년 5월 18일 ~ 1944년 8월 15일
- 5대, 고타르트 하인리크 상급대장 : 1944년 8월 15일 ~ 1945년 3월 19일
- 6대, 발터 네링 기갑대장 : 1945년 3월 19일 ~ 1945년 5월 8일

## 참모장
- 초대, 쿠르트 자이츨러 소장 : 1941년 10월 5일 ~ 1942년 4월 24일
- 2대, 에른스트-펠릭스 패켄스테드(Ernst-Felix Fäckenstedt) 소장 : 1942년 4월 24일 ~ 1943년 3월 15일
- 3대, 발터 뱅크 소장 : 1943년 3월 15일 ~ 1944년 3월 15일
- 4대, 칼 바게너(Carl Wagener) 소장 : 1944년 3월 15일 ~ 1944년 11월 5일

## 전투 편성

### 1943년 10월 4일
- 제17군단 : 제123보병사단, 제125보병사단, 제304보병사단, 제333보병사단, 제294보병사단
- 제40기갑군단 : 제9기갑사단, 제16기갑척탄병사단
- 제40군단 : 제15보병사단, 제46보병사단, 제257보병사단, 제387보병사단
- 제52군단 : 제62보병사단, 제355보병사단, 제328전투단(제293보병사단)
- 제57군단 : 제305보병사단, 제24기갑사단, 대독일기갑척탄병사단, 제8SS기병사단

### 1945년 5월 8일
- 제24기갑군단
- 제29군단
- 제72군단
- 제49산악군단
- 제59군단
- 제11군단

## 같이 보기
- 동부 전선